# Oh Se-jong
Dans ce nom coréen, le nom de famille, Oh, précède le nom personnel.
Oh Se-jong (né le 9 octobre 1982 à Séoul et mort le 27 juin 2016 dans la même ville, est un patineur de vitesse sur piste courte sud-coréen.

## Biographie
Oh Se-jong participe aux Jeux olympiques d'hiver de 2002 ainsi qu'aux Jeux olympiques d'hiver de 2006. Lors de ces derniers Jeux se déroulant à Turin, il est sacré champion olympique du relais 5 000 mètres. Il prend sa retraite sportive après ces Jeux.
Il meurt à 33 ans des suites d'un accident de la route à Séoul, sa moto entrant en collision avec une voiture faisant un demi-tour.

## Palmarès

### Jeux olympiques
- Jeux olympiques d'hiver de 2006 à Turin :
  -  Médaille d'or sur le relais 5 000 mètres

### Championnats du monde
- Championnats du monde de patinage de vitesse sur piste courte par équipe 2000 à La Haye
  -   Médaille d'argent par équipe
- Championnats du monde de patinage de vitesse sur piste courte par équipe 2001 à Minamimaki
  -   Médaille de bronze par équipe
- Championnats du monde de patinage de vitesse sur piste courte par équipe 2003 à Sofia
  -   Médaille d'argent par équipe
- Championnats du monde de patinage de vitesse sur piste courte 2003 à Varsovie
  -   Médaille d'or sur le relais 5 000 mètres
- Championnats du monde de patinage de vitesse sur piste courte par équipe 2006 à Montréal
  -   Médaille d'or par équipe
- Championnats du monde de patinage de vitesse sur piste courte 2006 à Minneapolis
  -   Médaille de bronze sur le 1 500 mètres
  -   Médaille de bronze sur le 3 000 mètres

### Jeux asiatiques
- Jeux asiatiques d'hiver de 2003 à Misawa :
  -  Médaille d'or sur le relais 5 000 mètres